# Thomasset (village)
Pour les articles homonymes, voir Thomasset.
Thomasset est une localité rurale située dans le Sud de la Côte d'Ivoire. Administrativement rattachée à la sous-préfecture d'Anyama, elle se trouve dans le District autonome d'Abidjan. Sa population est estimée à environ 2 695 habitants. Elle est dotée d'un poste de péage mis en circulation le 15 décembre 2019.